# Balti (pueblo)
El Balti es un grupo étnico que vive en la región de Gilgit-Baltistán en Pakistán y en la región Kargil, en la India. También se encuentran poblaciones más pequeñas en la región de Leh; otros están esparcidos en los centros urbanos importantes de Pakistán de Lahore, Karachi e Islamabad/Rawalpindi. Su ascendencia es principalmente tibetana, con aportes dárdicos —por lo que están también emparentado con los cachemires.

## Origen
El origen del nombre Balti es desconocido. La primera mención escrita del pueblo Balti ocurre en el siglo II a. C. por el astrónomo y geógrafo alejandrino Ptolomeo, que se refiere a la región como Byaltae. La propia gente de Balti llama a su patria Balti-yul ("la tierra de Baltis"). Baltistán es la interpretación persa de Balti-yul.

## Lengua
El idioma balti pertenece a la familia de lenguas tibetanas. Read (1934) lo considera un dialecto del idioma ladakhi, mientras que Tournadre (2005) lo considera una lengua hermana del ladakhi.

## Religión
Históricamente, los baltis practicaron el budismo tibetano. A través de predicadores sufíes comenzaron a abrazar el islam en el siglo XIV, mientras sus líderes abrazaron la escuela Noorbakshia, una variedad de origen iraní del sufismo. La mayoría de los baltis ya habían abrazado el islam a mediados del siglo XVII, diferenciándose entre una mayoría chií y una minoría suní.
No obstante, mantienen rituales de origen tibetano, únicos en todo Pakistán, y sus mezquitas está edificadas en un estilo arquitectónico de inspiración tibetana, con detalles en madera de un estilo típico del Ladakh.
En la actualidad, el 60% de los baltis son chiíes, el 30% sufíes noorbakshia, y el 10% suníes.

## Cocina
La cocina balti es bastante conocida. Un manjar incluye curry picante, cocinado en una karahi (una sartén de hierro fundido pesada con forma de cuenco y dos asas). Este plato a menudo se come con naan espeso.

## Lectura más lejana
- Muhammad Yusef Husayn Abadi, "Tastan by Ayek Nizar". 1984
- Hussainabadi, Mohamad Yusuf. Balti Zaban. 1990.
- Muhammad Yousuf Hussainabadi, 'Tareekh-e-Baltistan'. 2003.
- Adición de nuevo cuatro letra a tibetan guiones por Yusuf Hussainabadi Archivado el 5 de agosto de 2019 en Wayback Machine. musulmán indio.
- Akhond Muhammad Hussain Kashif "Malumaat e Gilgit Baltistan" 2013.
- Shumal kay Sitarey Por Ehsan Ali danés Sermik.
- Azadi e Gilgit Baltistan Por Muhammad Yousuf.

- Datos: Q805677